# Bataille de Waterberg
Génocide des Hereros
La bataille de Waterberg est livrée le 11 août 1904, sur le plateau du Waterberg (sources de l'Ohamakari), en Namibie pendant la guerre des Hereros. Le lieutenant-général Lothar von Trotha, commandant en chef des troupes de la colonie du Sud-Ouest africain allemand bat les guerriers Héréros commandés par leur chef Samuel Maharero.
C'est la dernière étape militaire de ce qui sera qualifié de premier génocide du XXe siècle, le génocide des Héréros et des Namas qui se poursuit par des mesures d'expulsion des populations vers le désert du Kalahari qui, comme le souligne un rapport allemand de l'époque, « finira ce que l’armée allemande a commencé : l’extermination de la nation Héréro. ».

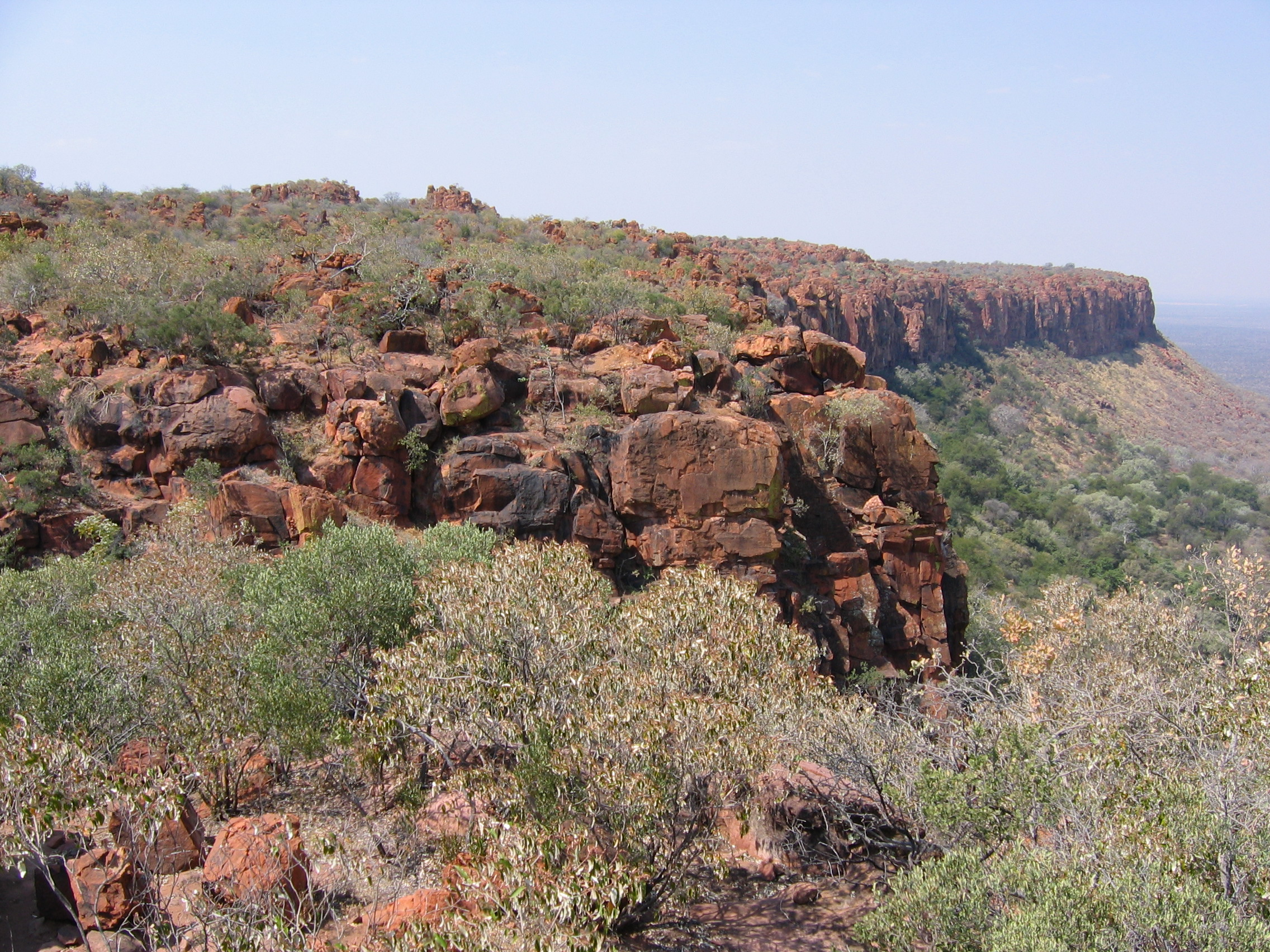
Le plateau du Waterberg en pays Herero
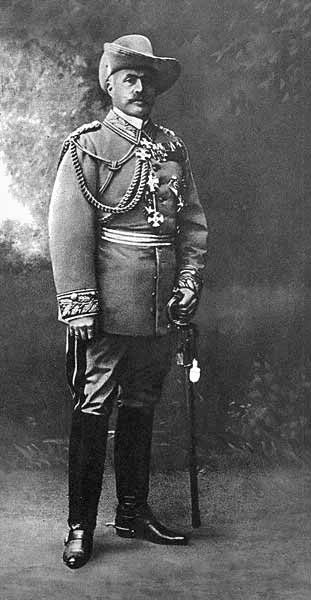
Lothar von Trotha
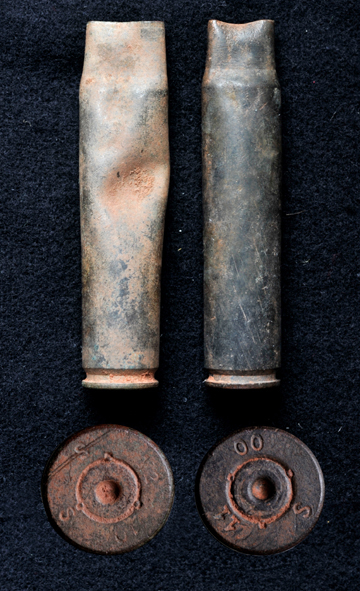
Deux douilles trouvées en octobre 2012 sur l'ancien champ de bataille au Waterberg.